# Massimo Pandolfi
Massimo Pandolfi (Pesaro, 1944 –) olasz tudományos-fantasztikus író.

## Élete
Természettudományi diplomát szerzett, irodalmi pályafutását 1962-ben kezdte. Munkáira a természet szeretete jellemző, a környezet leírása sok munkájában kidolgozottabb a cselekménynél és a karaktereknél. Ez legjobban Il vento mutante (1978) című művében figyelhető meg, amelyben egy külső hatás megváltoztatja a környezet elemeit. Az 1960-as és az 1970-es években több lapban is publikált, illetve a sci-fi konferenciák állandó résztvevője volt. Az 1980-as évektől elhalkult, egyre kevesebb írással jelentkezett, se az alkotást sosem hagyta végleg abba. Körülbelül ötven hosszabb-rövidebb tudományos-fantasztikus történetet és néhány esszét publikált. 1985-ben ő szervezte meg a sci-fi kongresszust Cattolicában. Munkáit több nyelvre, köztük magyarra és románra is lefordították.

## Művei
- Formicaleone (1962)
- E le ombre (1962)
- Televisione (1963)
- La Ballata della Terra Blu (1965)
- Il mare bianco (1970)
- La notte della sconfitta (1971)
- Zoologia parallela. De animalibus occultis ac latentibus (1987)

## Magyarul megjelent művei
- Három történet (novella, Galaktika 13., 1975)
- A fehér tenger (novella, Ötvenedik című antológia, Kozmosz Fantasztikus Könyvek, 1977)